# 242 av. J.-C.
Cette page concerne l'année 242 av. J.-C. du calendrier julien proleptique.

## Événements
- 17 juin (21 avril du calendrier romain) : début à Rome du consulat de Caius Lutatius Catulus et Aulus Postumius Albinus[1].
- Été[1] : le consul Aulus Postumius Albinus, qui est flamine de Mars, se voit interdire par le pontifex maximus de quitter Rome en raison de ses devoirs religieux. Son collègue C. Lutatius Catulus prend la direction de la flotte nouvellement construite pour assiéger par mer Lilybée et Drépane et couper le ravitaillement des forces d'Hamilcar Barca, retranchées sur le mont Éryx. Carthage a du mal à préparer une flotte pour réagir[2]. Lutatius est gravement blessé lors d'une attaque contre Drépane. Le préteur Quintus Valerius Falto assume alors le commandement de l’armée[1].

- Ptolémée III est nommé amiral de la Ligue achéenne[3].

## Naissances
- Antiochos III